# Rickard Sarby
Rickard Erik Sarby (Dannemora, 19 settembre 1912 – Uppsala, 10 febbraio 1977) è stato un velista svedese.

## Palmarès

### Olimpiadi
- 1 medaglia:
  - 1 bronzo (Helsinki 1952 nella classe Finn)